# Glee: The Music, Volume 6
Glee: The Music, Volume 6 is het achtste soundtrackalbum van de personages in de Amerikaanse televisieserie Glee. Het album bevat de meeste nummers uit de afleveringen (17-22) van het tweede seizoen. Het album bevat 3 originele liedjes, waaronder "Light Up The World", geschreven door de Zweedse schrijver Max Martin. Alle 18 liedjes zijn vrijgegeven als singles.
Het album verscheen op 8 maart 2011. In de Nieuw-Zeeland en Australië ontving het album een gouden certificatie.

## Liedjes
| Nr. | Titel                                          | Schrijver(s)                                                                                          | Version covered                     | Duur |
| --- | ---------------------------------------------- | --- | ----------------------------------- | ---- |
| 1.  | Turning Tables (featuring Gwyneth Paltrow)     | Adele Adkins, Ryan Tedder                                                                             | Adele                               | 4:06 |
| 2.  | I Feel Pretty / Unpretty                       | Leonard Bernstein, Stephen Sondheim / Corey Glover, Michael Cirincione, Dallas Austin, Tionne Watkins | West Side Story / TLC               | 3:59 |
| 3.  | As If We Never Said Goodbye                    | Don Black, Christopher Hampton, Andrew Lloyd Webber                                                   | Sunset Boulevard                    | 4:54 |
| 4.  | Born This Way                                  | Stefani Germanotta, Jeppe Laursen, Paul Blair, Fernando Garibay                                       | Lady Gaga                           | 4:06 |
| 5.  | Dreams (featuring Kristin Chenoweth)           | Stevie Nicks                                                                                          | Fleetwood Mac                       | 4:16 |
| 6.  | Songbird                                       | Christine McVie                                                                                       | Fleetwood Mac                       | 3:18 |
| 7.  | Go Your Own Way                                | Lindsey Buckingham                                                                                    | Fleetwood Mac                       | 3:41 |
| 8.  | Don't Stop                                     | McVie                                                                                                 | Fleetwood Mac                       | 3:17 |
| 9.  | Rolling in the Deep (featuring Jonathan Groff) | Adkins, Paul Epworth                                                                                  | Adele                               | 3:24 |
| 10. | Isn't She Lovely                               | Stevie Wonder                                                                                         | Stevie Wonder                       | 1:38 |
| 11. | Dancing Queen                                  | Benny Andersson, Björn Ulvaeus                                                                        | ABBA                                | 3:39 |
| 12. | Try a Little Tenderness                        | Irving King, Harry M. Woods                                                                           | Otis Redding                        | 4:01 |
| 13. | My Man                                         | Jacques Charles, Channing Pollack, Albert Willemetz, Maurice Yvain                                    | Funny Girl                          | 2:15 |
| 14. | Pure Imagination                               | Leslie Bricusse, Anthony Newley                                                                       | Willy Wonka & the Chocolate Factory | 3:18 |
| 15. | Bella Notte                                    | Peggy Lee, Sonny Burke                                                                                | Lady and the Tramp                  | 2:31 |
| 16. | As Long as You're There                        | Adam Anders, Peer Åström, Claude Kelly                                                                | Original composition                | 4:16 |
| 17. | Pretending                                     | Anders, Åström, Shelly Peiken                                                                         | Original composition                | 3:57 |
| 18. | Light Up the World                             | Anders, Åström, Max Martin, Shellback, Savan Kotecha                                                  | Original composition                | 3:43 |

## Medewerkers aan dit album

### Stemmen (zang)
- Dianna Agron
- Nikki Anders
- Kala Balch
- Colin Benward
- Ravaughn Brown
- Chris Colfer
- Darren Criss
- Kamari Copeland
- Tim Davies
- Missi Hale
- Jon Hall
- Samantha Jade
- Tobias Kampe-Flygare
- Kevin McHale
- Lea Michele
- Cory Monteith
- Heather Morris
- Matthew Morrison
- Eric Morrissey
- Jeanette Olsson
- Chord Overstreet
- Zach Poor
- Storm Lee
- David Loucks
- Windy Wagner
- Jenna Ushkowitz
- Mark Salling
- Drew Ryan Scott
- Amber Riley
- Naya Rivera
- Penn Rosen
- Mark Salling
- Eli Seidman
- Onitsha Shaw

### Uitvoerend producenten
- Brad Falchuk
- Dante DiLoreto

### Producenten
- Adam Anders
- Peer Åström
- James Levine
- Ryan Murphy

### Technici
- Adam Anders
- Peer Åström
- Dan Marnien
- Ryan Peterson

### Soundtrackproducenten
- Adam Anders
- Ryan Murphy

### Mix en mastering
- Peer Åström
- Louie Teran

## Referentie
1. ↑  Season 2, Episode 17: A Night Of Neglect. GleeTheMusic.com. Columbia Records. Sony Music Entertainment. Gearchiveerd op 16 juli 2015. Geraadpleegd op May 4, 2011.
2. 1 2 3  Season 2, Episode 18: Born This Way. GleeTheMusic.com. Columbia Records. Sony Music Entertainment. Gearchiveerd op 16 juli 2015. Geraadpleegd op May 4, 2011.
3. 1 2 3 4  MacKenzie, Carina Adly, 'Glee' takes on Fleetwood Mac: 'Rumours' details. Zap2it. Tribune Media Services (25 april 2011). Gearchiveerd op 12 oktober 2012. Geraadpleegd op May 4, 2011.
4. ↑  Perpetua, Matthew, Exclusive Preview: 'Glee' Takes on Adele's 'Rolling in the Deep'. Rolling Stone. Jann Wenner (May 6, 2011). Gearchiveerd op 24 december 2015. Geraadpleegd op May 6, 2011.
5. ↑  Season 2, Episode 20: Prom Queen. GleeTheMusic.com. Columbia Records. Gearchiveerd op 24 september 2015. Geraadpleegd op May 6, 2011.
6. ↑  Harnick, Chris, 'Glee' to Take On 'Dancing Queen,' More Adele. TV Squad (27 april 2011). Gearchiveerd op 30 april 2011. Geraadpleegd op May 4, 2011.
7. ↑  O'Connell, Mikey, 'Glee': Hear Lea Michele channel Barbra Streisand with 'My Man'. Zap2it (May 13, 2011). Gearchiveerd op 4 september 2012. Geraadpleegd op May 13, 2011.
8. ↑  Stack, Tim, 'Glee': Hear the New Directions' haunting cover of 'Pure Imagination' -- EXCLUSIVE. Entertainment Weekly. Time Inc (May 13, 2011). Gearchiveerd op 18 september 2012. Geraadpleegd op May 13, 2011.
9. ↑  LISTEN TO "BELLA NOTE" EXCLUSIVELY AT AMAZON. GleeTheMusic.com. Columbia Records (May 20, 2011). Gearchiveerd op 13 maart 2012. Geraadpleegd op May 23, 2011.